# مدينة الأمير عبد العزيز بن مساعد الاقتصادية
مدينة الأمير عبد العزيز بن مساعد الاقتصادية هي المدينة الاقتصادية الثانية في السعودية ، تقع في منطقة حائل في الجزء الشمالي من السعودية، بين منطقة الجوف ومنطقة الحدود الشمالية ومنطقة المدينة المنورة ومنطقة القصيم ومنطقة تبوك، ويتراوح ارتفاع المنطقة ما بين 600 ـ 1500 متر فوق مستوى سطح البحر، تم افتتاحها من قبل خادم الحرمين الشريفين الملك عبد الله بن عبد العزيز يوم 13 يونيو عام 2006. على أن يتم افتتاح المرحلة الأولى من المدينة عام 2025 والمرحلة الثانية عام 2040.

## إستراتيجية المدينة
تبلغ مساحة مدينة الأمير عبد العزيز بن مساعد الاقتصادية 156 مليون متر مربع، وتبلغ تكلفة المشروع بمختلف تجهيزاته 30 مليار ريال (ثمانية مليارات دولار أمريكي) على مدى عشر سنوات، تشمل بناء عدد من المناطق هي المطار والمنطقة الزراعية وحي الأعمال المركزي ومنطقة المنتجعات والمرافق والأحياء السكنية والمنطقة التعليمية وتتركز أعمال المدينة على خدمات النقل والخدمات اللوجستية والخدمات التعليمية والخدمات الزراعية والخدمات الصناعية والتعدين والخدمات الترفيهية والمساكن والبنية التحتية.

## تطوير المدينة
يتولى تطوير مدينة الأمير عبد العزيز بن مساعد الاقتصادية اتحاد استثماري بإشراف الهيئة العامة للاستثمار، وبقيادة شركة ركيزة القابضة ويضم هذا التجمع الاستثماري كل من شركة يوسف بن أحمد كانو وشركة أحمد حمد القصيبي وإخوانه ومجموعة تنميات وشركة الراشد للتجارة والمقاولات وشركة راشد بن عبد الرحمن الراشد وأولاده ومجموعة العبد اللطيف وشركة الجوف وشركة حائل للاستثمار والتنمية من المملكة العربية السعودية. كما يشمل الاتحاد جهاز أبوظبي للاستثمار وبيت أبوظبي للاستثمار وشركة الاستثمارات الوطنية من الإمارات العربية المتحدة، بالإضافة إلى بيت التمويل الخليجي من مملكة البحرين، وشركة الاستثمارات الكويتية وشركة المخازن العمومية من دولة الكويت.

## خدمات المدينة
تهدف مدينة الأمير عبد العزيز بن مساعد الاقتصادية للتركيز على عدد من الأنشطة الرئيسية المتكاملة لتشكيل وحدة اقتصادية متميزة تمثل القاطرة الرئيسية لاقتصاد المنطقة الشمالية، وتتمثل أهم أنشطة المدينة التي تهدف إلى تحقيق الاستخدام الأمثل لموارد المنطقة وهي:

### خدمات النقل
سيتم استغلال الموقع الاستراتيجي لمدينة حائل في إقامة بنية متميزة لخدمات النقل، خاصة أن حائل تمثل ملتقى لعدد من الطرق التجارية، وسيتم إنشاء مطار دولي وميناء جوي جاف ومركز للإمداد والتموين والمناولة، ومحطة متكاملة للمسافرين بطريق البر، بالإضافة إلى نقل وتوزيع ما يقارب من 1.5 مليون طن من البضائع سنويا عبر الميناء الجاف ومركز العمليات بالمدينة الاقتصادية، الذي يقع على مساحة قدرها 210 آلاف متر مربع، أما المسافرين برا فمن المتوقع أن يتم نقل حوالي 2.3 مليون راكب سنويا من خلال وسائل النقل البرية المختلفة.

### الخدمات التعليمية
تم تخصيص منطقة متكاملة داخل المدينة للخدمات التعليمية، وتضم جامعات ومراكز للبحوث ومراكز للتأهيل والتدريب، إضافة إلى مجموعة من المدارس العامة والمتخصصة، وتنطلق الفكرة الأساسية للمنطقة التعليمية من التركيز على نشر التعليم المتخصص الذي يعمل على تلبية احتياجات سوق العمل، خاصة في التخصصات الفنية والتقنية، التي تساهم في رفع معدلات الإنتاج وتلبية حاجات السوق من القوى العاملة المدربة والماهرة، وتبلغ المساحة المخصصة للمنطقة التعليمية أكثر من 10 كيلومترات مربعة، ومن المتوقع أن تقدم خدماتها لحوالي 40 ألف طالب وطالبة.

### الخدمات الزراعية
تتميز المنطقة الشمالية ومدينة حائل بالإنتاج الزراعي الكثيف، وقد تم تخصيص منطقة كاملة في المدينة للخدمات الزراعية، وتتميز هذه المنطقة بأنها تجمع مختلف الخدمات الهادفة إلى دعم وتطوير القطاع الاقتصادي من خلال حزمة من الأنشطة المرتبطة بمراحل الزراعة والتصنيع والتخزين، ومن أبرز هذه الانشطة إنشاء مركز متطور للبحوث الزراعية يقدم خدماته لأهالي المنطقة بهدف تنمية الإنتاج الزراعي الذي سوف تتم الاستفادة منه، سواء في عمليات التخزين، أو في تشغيل عدد من مصانع المنتجات الغذائية، وسوف يخصص الإنتاج الزراعي وإنتاج المصانع لتلبية الاحتياجات المحلية وطلبات التصدير، أما الخدمات الصناعية والتعدين سيتم فيها التركيز على الاستفادة من الموارد الطبيعية كالمعادن والمواد الخام في إنشاء عدد من الصناعات التحويلية، ومن المتوقع أن تكون المنطقة الصناعية متكاملة مع الأنشطة التعدينية في المدينة.

### الخدمات الترفيهية
المعالم الأثرية والتاريخية والمكونات الثقافية والبيئة المناسبة لبعض المواسم السياحية كمواسم القنص والصيد، بالإضافة إلى مساعدة المقومات السياحية المهمة لمدينة حائل والمناطق الجغرافية المحيطة بها، على إنشاء جزء ترفيهي في المدينة الاقتصادية، ومن المتوقع أن تجذب المدينة حوالي 700 ألف سائح سنويا، حيث تؤمن لهم مختلف الخدمات من إقامة ومعيشة وتنقلات، كما يضاف لهذه الخدمات أيضا حزمة من الخدمات الصحية المتقدمة.

### المساكن
أولت خطة العمل للمدينة اهتماما خاصا للاستثمار في مجال الإسكان، حيث سيحظى الاستثمار في هذا القطاع بحوالي 10 مليارات ريال (2.6 مليار دولار) من إجمالي الاستثمارات المتوقعة، ومن المتوقع إنشاء حوالي 30 ألف وحدة سكنية سوف تساهم في وصول الطاقة الاستيعابية للمدينة إلى 140 ألف نسمة.

### البنية التحتية
تتجاوز استثمارات البنية التحتية 6 مليارات ريال (1.6 مليار دولار)، التي سوف تساهم في تحسين البنية التحتية في المنطقة بشكل عام، خاصة في ما يتعلق بخدمات الهاتف والماء والكهرباء، ومن المتوقع أن يضيف مشروع المدينة حوالي 3300 كيلومتر من الطرق في المنطقة.

## التعثر
قامت هيئة المدن الاقتصادية عام 2014 بإلغاء العقد والاتفاقية المبرمة بينها وبين شركة المال الكويتية المستثمر السابق للمدينة، وذلك بسبب فشلها في تجاوز العقبات المالية التي واجهتها في البدء بمشروع المدينة. وتم تقليص المساحة المستفاد منها في المدينة الاقتصادية من 156 مليون متر مربع إلى 18 مليون متر مربع.